# Malu cu Flori
Malu cu Flori là một xã thuộc hạt Dâmbovița, România. Dân số thời điểm năm 2002 là 2731 người.